# Baltic Sea Labour Network
Das Baltic Sea Labour Network (Abkürzung BSLN) ist ein transnationales Kooperationsprojekt von 22 Partnern aus 9 Ländern in der Ostseeregion. 

## Überblick
Die beteiligten Sozialpartner, Politiker, Experten und Nichtregierungsorganisationen (NGO) verfolgen gemeinsam das Ziel, den Ostseeraum im Hinblick auf die Entwicklung der Arbeitsmärkte zu einer Modellregion für Europa zu machen. Finanziert wird das Projekt durch Baltic Sea Region Programme 2007–2013 mit einer Summe von 2,7 Millionen Euro und läuft insgesamt 3 Jahre (bis Ende 2011).

## Hintergrund
In dem Netzwerk sind Arbeitgeber- und Unternehmensverbände, Gewerkschaften, Politiker, Experten, Nichtregierungsorganisationen und weitere Interessenten aufgefordert, den Dialog in den Regionen zu verstärken. BSLN fungiert als Forum für den Wissensaustausch von Politikern und anderen Entscheidungsträgern. Gleichzeitig werden Konzepte entwickelt, die im Rahmen von Pilotprojekten erprobt werden. Als Wissensnetzwerk soll BSLN Experten und Wissenschaftlern ein umfassendes Bild der Anforderungen an die Arbeitsmärkte im Ostseeraum ermöglichen. 

### Inhalt
Die BSLN-Agenda umfasst die Bereiche Stärkung des Sozialen Dialoges, Mobilität der Arbeit, aktive Arbeitsmarktpolitik sowie Aus- und Weiterbildung. Zu allen Themenbereichen werden nationale und transnationale Konferenzen und Workshops veranstaltet. Die erste von drei internationalen Konferenzen fand im November 2008 zum Thema „Mobilität der Arbeit“ in Kopenhagen statt. Auf der zweiten Konferenz im Mai 2010 diskutierten Experten von Arbeitgeber- und Gewerkschaftsorganisationen in Vilnius (Litauen) die Themen „Stärkung des Sozialen Dialoges“, „Mobilität der Arbeitskräfte“ und die „wirtschaftliche Entwicklung des Ostseeraumes“.

### Durchführung
Das BSLN beruht auf nationaler und transnationaler Kooperation im Ostseeraum. Das Steering Committee ist das strategische und politische Entscheidungsgremium des BSLN und ist triparitätisch besetzt. Acht Vertreter analysieren und bewerten die Arbeitsmarktpolitik des Ostseeraumes.
Das Facilitator-Team und das Projektmanagement koordinieren alle transnationalen Aktivitäten. Es besteht aus zehn Mitgliedern. 
In Estland, Lettland, Litauen und Polen werden auf nationaler Ebene die Öffentlichkeitsarbeit und die Arbeitsmarktforschung durch Koordinationscenter verstärkt. Sie wurden gemeinsam von Arbeitgeberorganisationen und Gewerkschaften eingerichtet.
Die Projektkoordinatoren der 22 Partnerorganisationen sind für die Umsetzung der nationalen BSLN-Aktivitäten verantwortlich, um die gemeinsamen Projektziele zu erreichen.
| - United Federation of Danish Workers (3 F) - Federation of Estonian Engineering Industry (EML) - Confederations of Estonian Trade Unions (EAKL) - Central Organisation of Finnish Trade Unions (SAK) - The Finnish Confederation of Salaried Employees (STTK) - Confederation of Unions for Professional and Managerial Staff in Finland(AKAVA) - Nordmetall Employers’ association of the metal and electronics industry - Education and Training Centre for Hamburg Businesses (BWH) - Confederation of German Trade Unions Northern Region (DGB-Nord) - Free and Hanseatic City of Hamburg - Ministry of Science and Research(Lead partner) - Employers’ Confederation of Latvia (LDDK) - Free Trade Union Confederation of Latvia (LBAS) - Lithuanian Confederation of Industrialists (LPK) - Lithuanian Trade Union Confederation (LPSK) - Lithuanian trade union ‘Solidarumas’ (LPS) - Lithuanian Labour Federation (LDF) - The All-Poland Alliance of Trade Unions (OPZZ) - Independent and Self-Governing Trade Union / NSZZ ‘Solidarnosc’ - The Swedish Trade Union Confederation (LO) - Council of the Baltic Sea States (CBSS) - Baltic Sea Trade Union Network (BASTUN) - Council of Nordic Trade Unions (NFS) | - Baltic Sea Parliamentary Conference, Secretariat (BSPC) - International Trade Union Confederation (ITUC) - The Danish Trade Union Confederation (LO) - Estonian Employers’ Confederation (ETTK) - The Confederation of Vocational Unions (YS) - The Confederation of Unions for Professionals (UNIO) |